# Hesperopilio mainae
Hesperopilio mainae − gatunek kosarza z podrzędu Eupnoi i rodziny Caddidae.

## Występowanie
Gatunek występuje w Australii Zachodniej.